# Eddie’s Archive
Eddie’s Archive – box set brytyjskiej heavymetalowej grupy Iron Maiden, wydany 16 listopada 2002. Pudełko, metalowa szkatułka z zamieszczonym wizerunkiem maskotki grupy, Eddiego, zawiera trzy dwupłytowe albumy, drzewo genealogiczne Iron Maiden i kieliszek do wódki. Drzewo genealogiczne jest zaktualizowaną wersją opracowania dołączonego w 1993 do albumu A Real Dead One. Eddie’s Archive pierwotnie zostało wydane w limitowanej edycji, a arkusze z drzewem były numerowane. Ze względu na duży popyt box set został wydany ponownie. Drzewa genealogiczne nie były już jednak numerowane, zaś kolor wypełnienia pudełka został zmieniony z niebieskiego na czerwony.

## Zawartość
1. BBC Archives
2. Beast Over Hammersmith
3. Best of the ‘B’ Sides